# Сабріна (острів, Антарктида)
Острів Сабріна - четвертий найбільший острів з островів Баллені, після Янга, Бакла і Стержа. Розташований за 1,5 

кілометри на південь від острова Бакл. Острів Сабріна був названий на честь катера Томаса Фрімена, коли ескадра Джона Баллені відкрила острови в 1839 році. Пара острівців під назвою Моноліт розташована біля південного краю острова.
Острів має видатну екологічну та наукову цінність як репрезентативний зразок островів Баллені – єдиного океанічного архіпелагу, розташованого в межах головної антарктичної прибережної течії. Це місце розмноження пінгвінів підборіддя та пінгвінів Аделі, а також капських буревісників . Ділянка охороняється Системою Договору про Антарктику як Особлива заповідна зона Антарктики (ООРА) № 104. 